# تپه قزل حصار شرقی
تپه قزل حصار شرقی مربوط به هزاره ۴ تا ۶ قبل از میلاد است و در شهرستان نظرآباد، بخش مرکزی، دهستان نجم‌آباد، غرب روستای شیخ مزرعه قزل حصار واقع شده و این اثر در تاریخ ۲۷ آبان ۱۳۸۶ با شمارهٔ ثبت ۲۰۲۵۴ به‌عنوان یکی از آثار ملی ایران به ثبت رسیده است.